# زورقان ألوي الأوراق
زورقان ألوي الأوراق (الاسم العلمي:Cymbidium aloifolium) هو نوع من النباتات يتبع جنس الزورقان من الفصيلة السحلبية.